# 성소수자 영화 목록
다음은 성소수자 영화 목록이다.
- 1971년: 베니스에서의 죽음 (Morte a Venezia), (루키노 비스콘티)
- 1974년: 천일야화 (Il fiore delle mille e una notte) (피에르 파올로 파솔리니)
- 1986년: 카라바지오 (Caravaggio), 데릭 자먼(Derek Jarman)
- 1991년: 아이다호 (My Own Private Idaho), (거스 밴샌트)
- 1992년: 야수의 밤 (Les Nuits Fauves), 시릴 콜라르(Cyril Collard)
- 1995년: 천상의 피조물 (Heavenly Creautres), (피터 잭슨)
- 1996년: 토탈 이클립스 (Total Eclipse) (아그니에슈카 홀란트)
- 1997년:
  - 해피투게더 (Happy Together) (왕자웨이)
  - 자소 (自梳, Self Comb) (장지량)
- 1999년:
  - 크리미날 러버 (Les Amants criminels) (프랑수아 오종)
  - 여고괴담 2 (김태용, 민규동)
- 2000년: 번트 머니 (Burnt Money), 마르셀로 피네이로 (Marcelo Pineyro)
- 2001년: 헤드윅 (Hedwig and the Angry Inch), (존 캐머런 미첼)
- 2001년: 멀홀랜드 드라이브 (Mulholland Drive) (데이비드 린치)
- 2002년:
  - 여덟명의 여인들 (Huit Femmes) (프랑수아 오종)
  - 엄마는 여자를 좋아해 (A mi madre le gustan las mujeres), 다니엘라 페제만 (Daniela Pejeman) 이네스 파리 (Inés Paris)
- 2004년: 나쁜 교육 (La mala educacion) (페드로 알모도바르)
- 2004년: 몬스터 (Monster) (패티 젱킨스)
- 2005년: 브로크백 마운틴 (Brokeback Mountain) (리안)
- 2006년: 왕의 남자 (이준익)
- 2006년: 후회하지 않아 (이송희일)
- 2007년: 뜨거운 것이 좋아 (안소희)
- 2008년:
  - 소년, 소년을 만나다 (김조광수)
  - 서양골동양과자점 앤티크
  - 쌍화점
  - 드림보이 (Dream Boy)
  - 밀크 (Milk), (거스 밴샌트)
- 2009년: 친구 사이? (김조광수)
- 2010년: 종로의 기적 (이혁상)
- 2011년: 창피해 (김수현)
- 2012년: 두 번의 결혼식과 한 번의 장례식 (김조광수)
- 2020년: 네 마음에 새겨진 이름

## 같이 보기
- 성소수자와 텔레비전